# Courtmartialed
Courtmartialed è un film muto del 1915 diretto da Stuart Paton.

## Produzione
Il film fu prodotto dall'Independent Moving Pictures Co. of America (IMP).

## Distribuzione
Distribuito dall'Universal Film Manufacturing Company, il film uscì nelle sale cinematografiche statunitensi il 21 maggio 1915.